# Теняев, Александр Дмитриевич
Алекса́ндр Дми́триевич Теня́ев (род. 11 марта 1996, Ульяновск, Россия) — российский футболист, защитник клуба «Уфа».

## Карьера
Воспитанник «Мордовии». В её спортшколе занимался с 11 лет, также выступал за молодёжную команду. В сезоне 2016/17 защищал цвета клуба «КАМАЗ». Летом 2017 года перешёл в «Зенит-Ижевск». В 2018 году подписал контракт с ульяновской «Волгой». Летом 2019 года вернулся в «Мордовию». В августе 2020 года пополнил ряды клуба армянской Премьер-лиги «Ван». В элитном дивизионе дебютировал 15 августа в матче против «Гандзасара» (2:1). В сезона 2021/22 выступал за «Саранск». В июле 2022 года подписал контракт с ивановским «Текстильщиком», за который дебютировал 16 июля в матче против «Мурома» (1:2). Летом 2023 года перешел в «Уфу».

## Достижения
- Победитель группы «Золото» дивизиона «А» Второй лиги: 2023/24